# Jacquinia proctorii
Jacquinia proctorii är en viveväxtart som beskrevs av W.T. Stearn. Jacquinia proctorii ingår i släktet Jacquinia och familjen viveväxter. Inga underarter finns listade i Catalogue of Life.